# Aeromarine PG-1
El Aeromarine PG-1 fue un biplano monoplaza de Persecución y Ataque a Tierra (Pursuit and Ground Attack (PG)) desarrollado por la Engineering Division del Ejército de los Estados Unidos y fabricado por la Aeromarine Plane and Motor Company.

## Desarrollo y diseño
El PG-1 tenía la intención de cumplir tanto con la tarea de ametrallamiento al suelo como la de defensa aérea; el contrato de construcción fue ganado por Aeromarine en mayo de 1921.
Armado con una sola ametralladora de 12,7 mm, así como también con un cañón Baldwin de 37 mm que disparaba a través del buje de la hélice; la cabina tenía un blindaje de 6,3 mm. Las alas no eran iguales, con un ala superior de cuerda ancha con alerones, y un plano inferior poco espaciado de cuerda estrecha con diedro positivo que hacía que las puntas estuvieran cerca del ala superior. El ala superior estaba montada cerca de la parte alta del fuselaje con una sección delantera recortada para acomodar la cabina, y unida al plano inferior con riostras en V.
La potencia tenía que haber sido suministrada por el motor Wright K-2 de ocho cilindros, refrigerado por agua y de 330 hp, pero los dos primeros prototipos fueron equipados con unidades Packard 1A-1116 de 346 hp, debido a los retrasos en las entregas del K-2 para las pruebas de vuelo. Un tercer prototipo también fue construido y las pruebas se realizaron finalmente usando tanto el K-2 como el Packard 1A-1237 en McCook Field. Los aviones prototipo sufrían de prestaciones decepcionantes, altos niveles de vibración y pobre visibilidad. Los aviones tenían tendencia a caer en barrena cuando entraban en pérdida. El desarrollo fue abandonado en 1922.

## Especificaciones
Referencia datos: Angelucci, 1987. pp. 35-36.

### Características generales
- Tripulación: Uno (piloto)
- Longitud: 7,5 m (24,6 ft)
- Envergadura: 12,2 m (40 ft)
- Altura: 2,4 m (7,9 ft)
- Superficie alar: 36,1 m² (388,6 ft²)
- Peso vacío: 1374,4 kg (3029,2 lb)
- Peso cargado: 1777,2 kg (3916,9 lb)
- Planta motriz: 1× motor lineal V12 refrigerado por líquido Packard 1A-1116.
  - Potencia: 258 kW (356 HP; 351 CV)

### Rendimiento
- Velocidad máxima operativa (Vno): 209 km/h (130 MPH; 113 kt)
- Alcance: 314 km (169 nmi; 195 mi)
- Techo de vuelo: 5791 m (19 000 ft)
- Régimen de ascenso: 3,8 m/s (748 ft/min)

### Armamento
- Ametralladoras: 

  - 1 de 12,7 mm

- Cañones: 

  - 1 Baldwin de 37 mm

## Aeronaves relacionadas

### Secuencias de designación
- Secuencia PG-_ (Persecución, ataque a Tierra del USAAS, 1919-1924): PG-1